# Immeuble Koitto
L'Immeuble Koitto (finnois : Koiton talo) est un immeuble historique construit dans le quartier Kamppi du centre d'Helsinki en Finlande,.

## Description
Koito est un bâtiment Art nouveau achevé en 1907, situé dans le quartier Kamppi à l'angle d'Yrjönkatu et de Simonkatu. 
Il a été conçu par les architectes Usko Nyström, Vilho Penttilä et Albert Petrelius. 
La maison doit son nom à son premier propriétaire, l'association pour l'abstinence Koito (fi). 
De nos jours, l'immeuble fait partie du centre commercial Forum et appartient à Sponda (fi).

## Histoire
En 1904, l'association pour l'abstinence Koitto, fondée en 1883, a commencé à collecter des fonds pour la construction d'un nouveau bâtiment. 
Hormis diverses sociétés et associations, les principaux actionnaires de la société anonyme créée pour la construction étaient les sénateurs August Ramsay, J. R. Danielson-Kalmari et Alfred Oswald Kairamo (fi). 
Les autres actionnaires étaient, entre autres, les hommes d'affaires  Julius Tallberg (fi), Gabriel Wilhelm Sohlberg (fi) et l'architecte Vilho Penttilä, responsable de la conception du bâtiment. 
Le bâtiment de cinq étages fut finalement achevé en 1907.
La maison de style Art Nouveau présentait également des traits du romantisme national, tels que des tours et des baies vitrées en forme d'oriel. Outre les bureaux de l'association pour l'abstinence Koito, le bâtiment abritait, entre autres, des locaux commerciaux, des appartements en location, un restaurant, un café ainsi qu'un gymnase et une salle de bal avec une scène.
La première rénovation du bâtiment a eu lieu en 1929, lorsque la salle de bal a été agrandie et la scène a été agrandie pour les besoins du théâtre qui fonctionnait dans le bâtiment.
L'architecte Arvo Elo était chargé de planifier les réparations. 
Parallèlement, les peintures colorantes et décoratives de la maison ont été renovées sous la direction du sculpteur Wäinö Aaltonen. 
Dans les années 1930, l'œuvre d'art en métal située dans le renfoncement du mur a été vandalisée par le mouvement de Lapua, mais Wäinö Aaltonen l'a refixée encore plus fermement.
Pendant la Guerre de Continuation en 1944, la maison de Koito subit des dommages considérables lors des bombardements aériens. Dans les années 1950, un étage supplémentaire a été construit, conçu par l'architecte Ilmari Ahonen (fi), et plus tard dans les années 1960, une nouvelle tour publicitaire.
En 1974, la Direction des musées de Finlande protège le bâtiment. Au cours de la même décennie, la société de logement a connu de graves difficultés financières car les loyers étaient jugés trop bas.
En 1985, l'association pour l'abstinence Koitto a quitté le bâtiment et le bâtiment a été surélevé selon les plans de l'architecte Timo Viikari. D'autre part, une nouvelle aile de deux étages a été construite dans la cour intérieure et, dans le même contexte, l'architecte d'intérieur Kaisa Blomstedt a modifié la couleur de la salle de bal pour qu'elle retrouve sa couleur d'origine.
Après divers changements de propriétaire, la maison de Koito est devenue en 1997 la propriété de la fondation finno-suédoise Svenska kulturfonden (fi). Le bâtiment a subi une autre rénovation conçue par Timo Viikari et, entre autres, il a été relié aux locaux du centre commercial Forum situé dans le même îlot urbain. La palette de couleurs de la salle de bal a été renouvelée sous la direction de l'architecte Johannes von Martens et elle a été nommée salle Aktia en l'honneur de la banque Aktia. Avec le changement de propriétaire, la nouvelle société immobilière est Fastighets Ab Gryningen I Helsingfors.

## Activités de l'immeuble de Koito
Le théâtre Koito Näyttamö, a commencé à fonctionner dans la salle de bal de Koito dès sa construction.
Le théâtre Koito Näyttamö est ensuite devenu un théâtre professionnel au début des années 1920. 
Dans l'histoire du bâtiment, les années 1920 et 1930 ont été marquées par une lutte de pouvoir entre communistes et sociaux-démocrates pour le contrôle du bâtiment. Fondé à l’origine dans le cadre du mouvement ouvrier wrightien (fi), Koito a ensuite été dirigé par des sociaux-démocrates, même s’il a officiellement tenté de rester en dehors de la politique des partis. 
Dans les années 1920, le bâtiment est devenu le centre des activités clandestines du  Parti communiste finlandais interdit, et en 1927, un communiste a été élu président de l'association Koito pour la première fois. 
Trois ans plus tard, les autorités ont fermé le bâtiment, la condition de réouverture était l'expulsion des communistes du bâtiment Koito. 
Après la Seconde Guerre mondiale, le SKP, sous la direction d'Yrjö Leino et Hertta Kuusinen, a réussi à reprendre de nombreux bâtiments d'organisation,[3] dont le bâtiment de Koito en 1948.
Depuis les années 1950, une vingtaine d'organisations et associations proches du SKP ou du SKDL ont loué le bâtiment. De nombreux clubs de loisirs fonctionnaient dans le bâtiment, parmi lesquels les utilisateurs bien connus du bâtiment de Koito comprenaient la chorale de chant Koiton Laulu et le club sportif Helsingin Visa.
De nombreuses troupes de théâtre se sont produites dans la salle de Koito, telles que le Théâtre de Groupe, Penniteatteri, le Théâtre KOM, Ahaa Teatteri et Ylioppilasteatteri. 
De plus, l'école de danse d'Åke Blomqvist a été dans le bâtiment de Koito pendant 30 ans.
Outre le restaurant, plusieurs entreprises opéraient dans les locaux commerciaux du bâtiment, comme la compagnie aérienne nationale de la RDA Interflug, Lomamatkat, qui organisait des voyages en Union soviétique, et la librairie de Kustantamo Kansankulttuuri.
En 1983, le SKP a vendu sa participation majoritaire pour 140 millions FIM à Fexima Oy qui a négocié les actions de la société, et trois ans plus tard, l'entreprise de construction Haka en est devenue propriétaire.. Le contexte de cet accord était la volonté du SKP de se libérer de l'emprise économique du Parti communiste de l'Union soviétique.
Au XXIe siècle, le bâtiment de Koito a abrité, entre autres, une discothèque et un restaurant.
Aujourd'hui, les quatre étages du bâtiment sont occupés par des organisations finno-suédoises en raison de changements de propriétaire, et le bureau du Parti populaire suédois se trouve au septième étage.

## Galerie

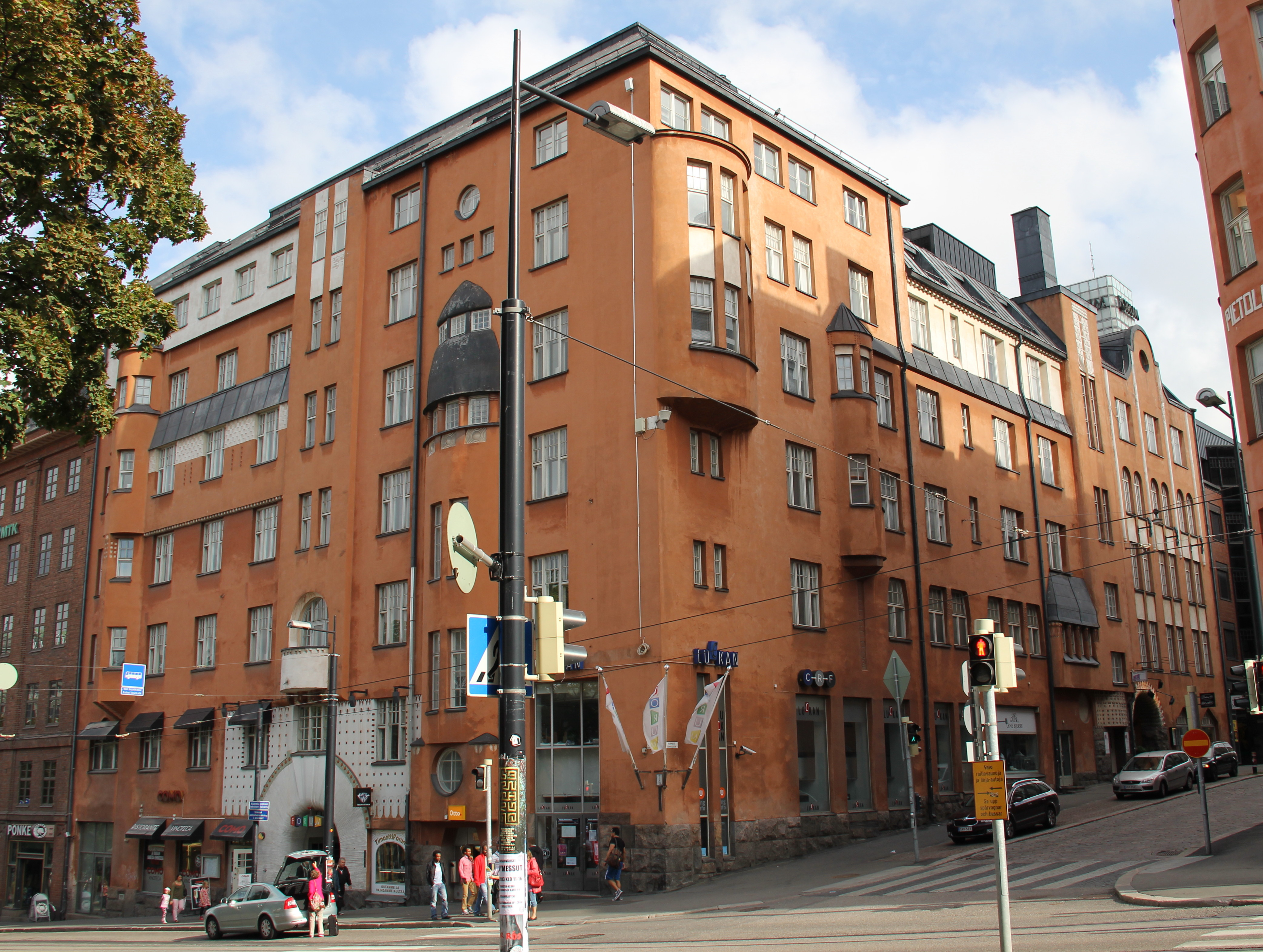
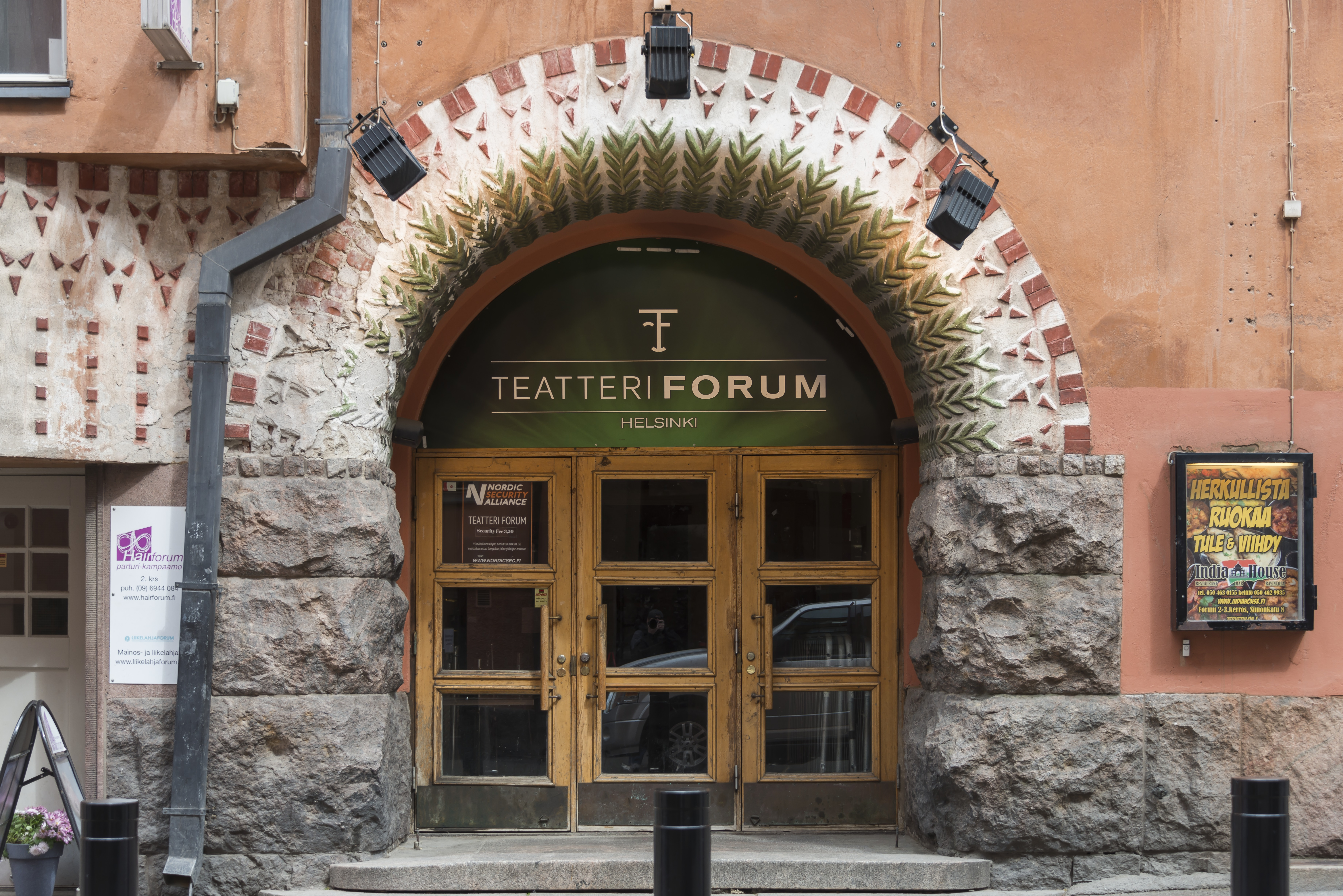
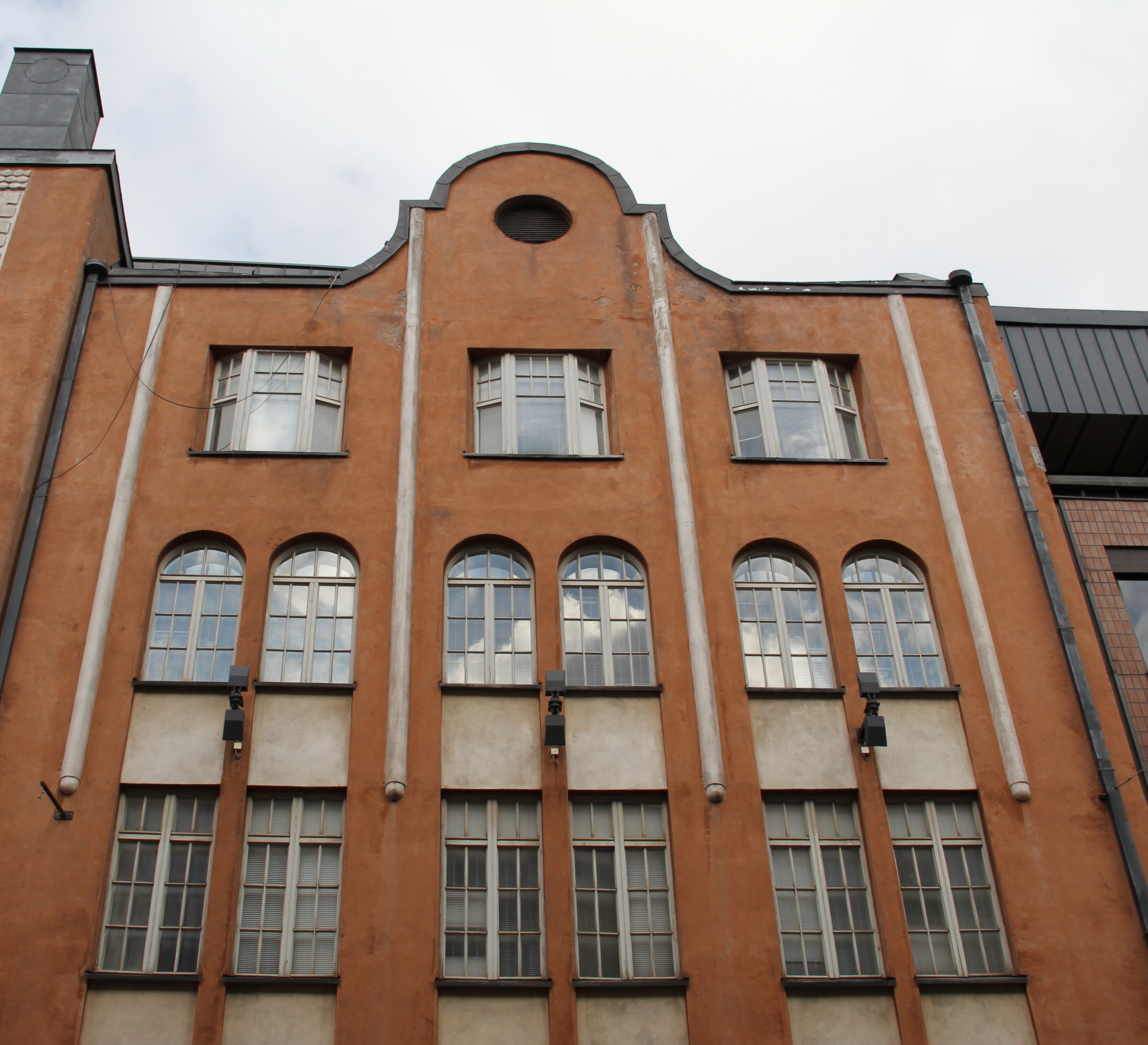
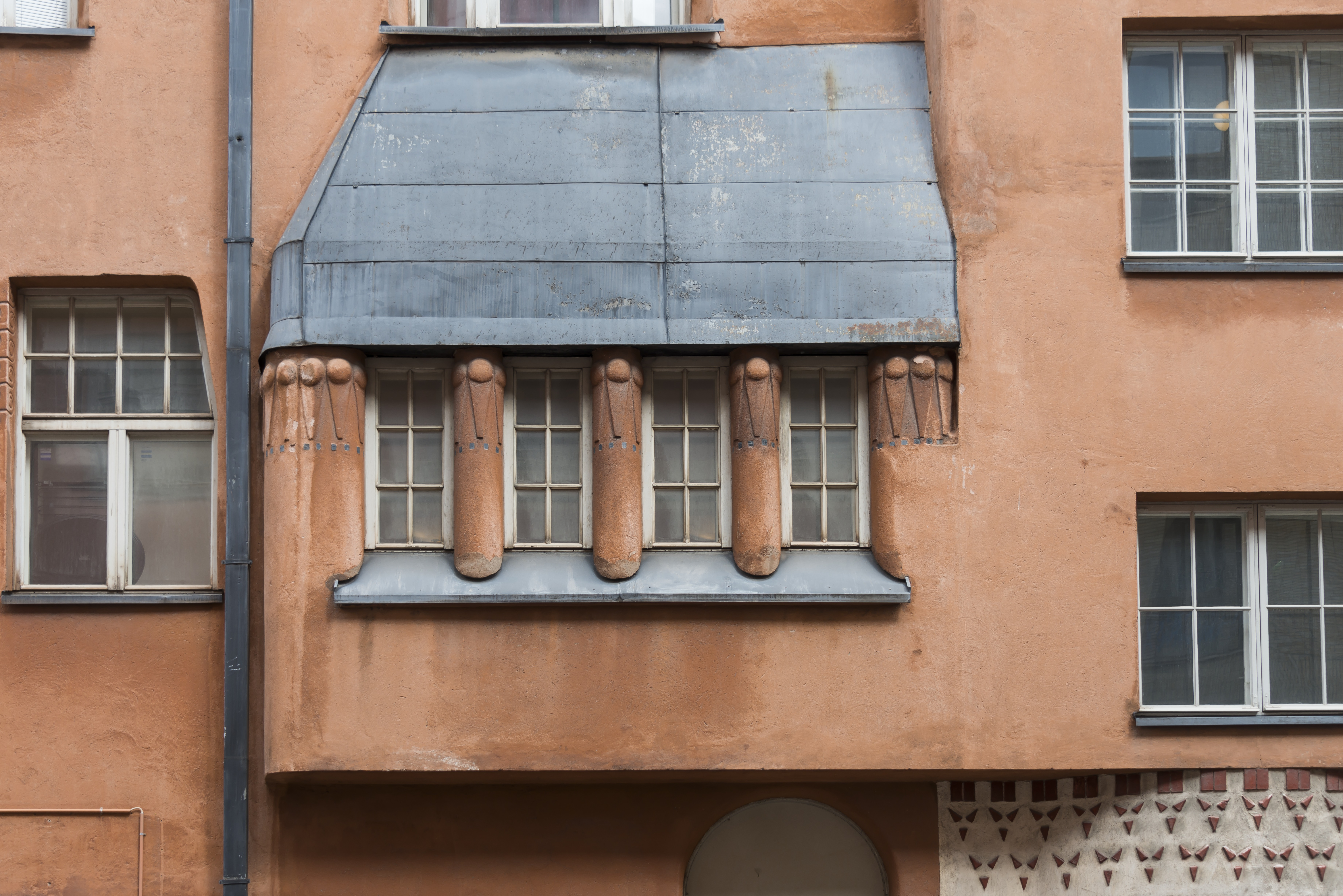